# Cascata (Porto Alegre)
Cascata é um bairro da cidade brasileira de Porto Alegre, capital do estado  do Rio Grande do Sul. Foi criado pela lei 2681 de 21 de dezembro de 1963, e teve seus limites alterados pela lei 7954 de 8 de janeiro de 1997

## Histórico[1]
No ano de 1893, com a criação da Companhia Carris, ocorreu o reordenamento das linhas de transporte na cidade, e foram instalados bondes no bairro Cascata. A principal via, na época, era a Estrada de Belém, que ligava a região central à povoação de Belém Velho, a qual remonta a 1830. Depois de ser renomeada duas vezes, com os nomes de Estrada da Cascata e Avenida Cascata, esta via foi rebatizada como Avenida Professor Oscar Pereira, em homenagem ao ex-diretor do Sanatório Belém.
O povoamento do local se acelerou a partir da década de 1950, graças à abertura de novos acessos, à expansão dos meios de transporte e ao loteamento das encostas dos morros da Morro da Polícia (também chamado Glória), de 286 metros, e Cascata, de 267 metros.
Provavelmente, a origem do nome "Cascata" se deve aos pequenos arroios que nascem do alto relevo da região, tais como o Arroio Águas Mortas, o qual passou por um processo de canalização fechada para evitar sua poluição.

## Características atuais
Ainda que haja atualmente no Morro da Polícia uma atividade turística, com trilhas que proporcionam aos visitantes imagens panorâmicas de toda a região sul de Porto Alegre e uma visão geral do rio Guaíba, sua exploração econômica, seja pela instalação de pedreiras (hoje já desativadas), seja pela implantação de antenas de televisão, tirou um pouco do aspecto tranqüilo e campestre do bairro.

### Pontos de referência

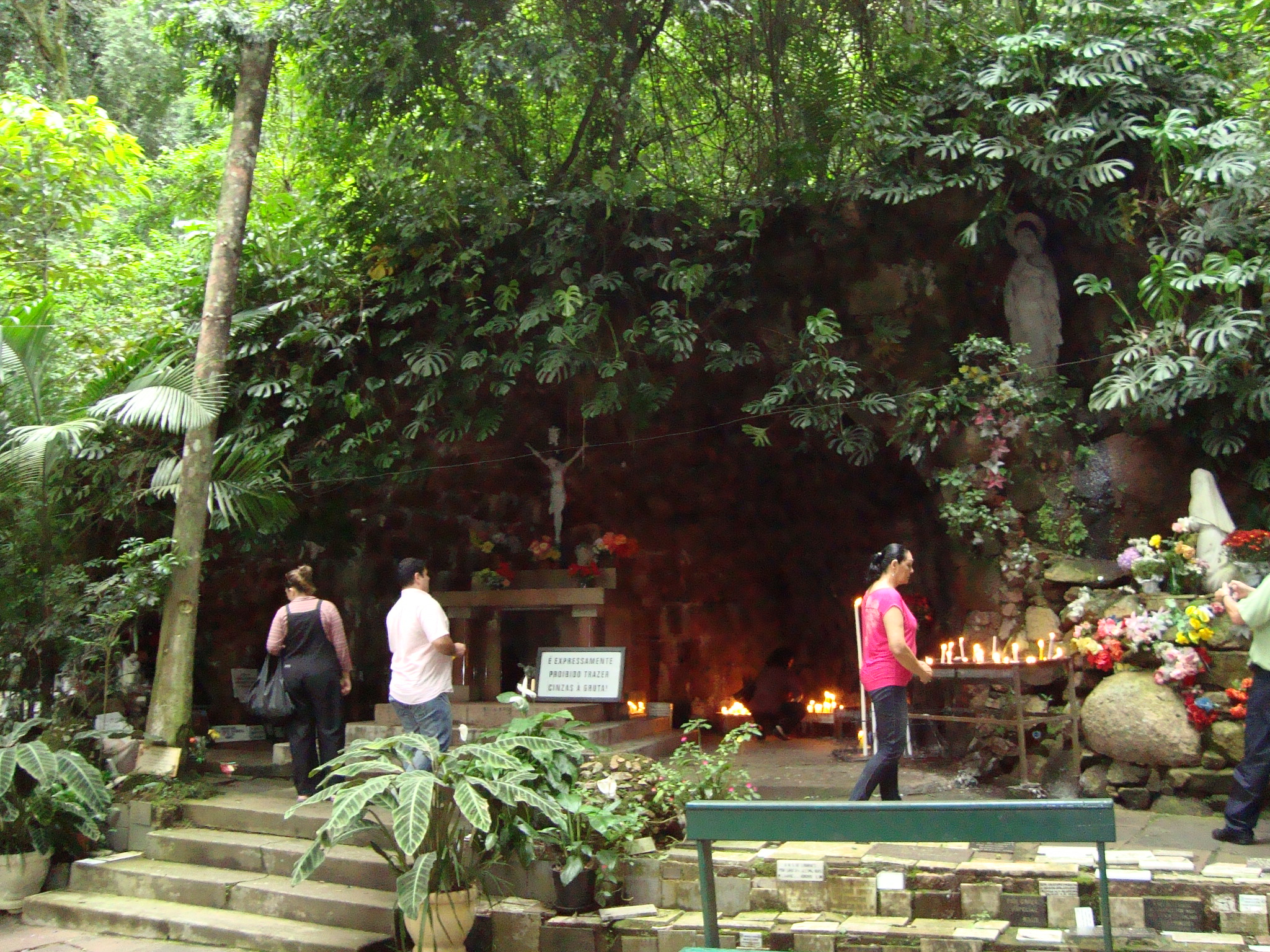
Gruta de Nossa Senhora de Lourdes

Saúde
- Hospital Divina Providência[3][4]

Religião
- Gruta de Nossa Senhora de Lourdes[5]

## Limites atuais
Ponto inicial e final: encontro da Avenida Professor Oscar Pereira com a Rua Santuário; desse ponto segue pela Rua Santuário até, o ponto de coordenadas E: 281.579; N: 1.668.625, próximo à torre de alta tensão; desse ponto segue por uma linha reta e imaginária até o entroncamento da Estrada Salater com a Estrada dos Alpes; desse ponto segue por uma linha reta e imaginária até o encontro da Avenida Professor Oscar Pereira com a Rua das Enfermeiras, por essa até a Rua Raimundo Pereira Fraga, por essa até o seu final, no ponto de coordenadas E: 282.097; N: 1.670.219; desse ponto segue por uma linha reta e imaginária até o entroncamento da Estrada das Batillanas com a Estrada dos Barcelos; desse ponto segue por uma linha reta e imaginária até o marco geodésico do Morro da Polícia, ponto de coordenadas E: 282.384; N: 1.671.070; desse ponto segue por uma linha reta e imaginária até o encontro da nascente do Arroio do Moinho com a Rua Maria Lúcia Petit, ponto de coordenadas E: 283.638; N: 1.670.125; desse ponto segue por linha reta e imaginária até as antenas UHF do Ministério da Aeronáutica localizadas no Morro Pelado, ponto de coordenadas E: 284.247; N: 1.670.189; desse ponto segue por uma linha reta e imaginária até o ponto de coordenadas E: 285.322; N: 1.669.621 na Estrada dos Vinhedos (antiga Estrada das Capoeiras), segue por essa até a Estrada Antônio Borges, por essa até a Avenida Professor Oscar Pereira, por essa até a Rua Santuário, ponto inicial.

## Lei dos limites de bairros- proposta 2015-2016
No fim do ano de 2015, as propostas com as emendas foram aprovadas pela câmara de vereadores de Porto Alegre. Em relação aos limites atuais, há algumas alterações. A alteração mais importante foi a passagem do Hospital Divina Providencia, Gruta Nossa Senhora de Lourdes para o bairro Glória, que teve seus limites ampliados.